# Palma Roja
Palma Roja (span. für „rote Palme“) ist eine Ortschaft und eine Parroquia rural („ländliches Kirchspiel“) im Kanton Putumayo der ecuadorianischen Provinz Sucumbíos. Die Parroquia besitzt eine Fläche von 643 km². Für das Jahr 2020 wurde die Einwohnerzahl auf 2889 geschätzt.

## Lage
Die Parroquia Palma Roja liegt im Amazonastiefland im Nordosten von Ecuador nahe der kolumbianischen Grenze. Der Río San Miguel durchquert den Norden der Parroquia in östlicher Richtung. Im Süden wird das Verwaltungsgebiet vom Río Cuyabeno begrenzt. Der Hauptort Palma Roja befindet sich am südlichen Flussufer des Río San Miguel 21 km westlich vom Kantonshauptort Puerto El Carmen de Putumayo. Die Fernstraße E10 (Nueva Loja–Puerto El Carmen de Putumayo) durchquert das Gebiet und passiert dabei den Hauptort Palma Roja. Im Süden der Parroquia befindet sich die Laguna Grande.
Die Parroquia Palma Roja grenzt im Norden an die Parroquia Santa Elena, im Nordosten und im Osten an die Parroquia Puerto El Carmen de Putumayo, im Süden an die Parroquia Puerto Bolívar, im Westen an die Parroquia Sansahuari sowie im nördliche Westen an die Parroquia Pacayacu (Kanton Lago Agrio).

## Orte und Siedlungen
In der Parroquia gibt es folgende Comunidades: Singüé, Sinchiruna, Lorocachi 2, Lorocachi 3, Lorocachi Central, El Rosario, Unión Manabita, El Paraíso, Tacé, Samonayacu, Flor del Bosque, Hombres Libres, Unidos Venceremos, Palma Roja und Silvayacu.

## Geschichte
Die Parroquia Palma Roja wurde am 30. April 1969 gemeinsam mit dem Kanton Putumayo eingerichtet. Am 23. Januar 2019 wurde der südwestliche Teil der Parroquia in die neu gegründete Parroquia Sansahuari ausgegliedert.

## Ökologie
Der Südosten der Parroquia liegt innerhalb der Reserva de Producción de Fauna Cuyabeno.